# 将太の寿司
『将太の寿司』（しょうたのすし）は、寺沢大介による日本の漫画作品（料理漫画）。この項目では、続編『将太の寿司〜全国大会編〜』（しょうたのすし ぜんこくたいかいへん）、次世代編『将太の寿司2 World Stage』（しょうたのすしツー ワールド・ステージ）についても扱う。

## 概要
東京世田谷区にある名店・鳳寿司で働く少年・関口将太が、創意工夫を凝らした寿司によってトーナメント方式の『寿司職人コンクール』を勝ち進み、日本一の寿司職人となることを目標に奮闘する物語である。料理勝負の合間に登場人物の人間ドラマや食材を探し求める短編のエピソードが挿入され、交互に展開する作品構成は『ミスター味っ子』を踏襲している。物語の時間軸は3年間であるが、トーナメント（対戦）が長丁場に続くこととなり、1年弱で完結した前作『WARASHI』を大幅に上回る長期週刊連載の要因となった。また、全国大会編からはアニメ版『―味っ子』よりフィードバックさせた派手なリアクションシーンも多く描かれた。
第1作第1期の後半（1994年後半・KCコミックス16巻付近）より人物線画が細くなり、頭身が上がるなどのタッチの大幅な変化が起こる。設定変更ではないものの、将太らの外見がそれまでとは別人のように変化している。
第1作第1期の『将太の寿司』は1992年から1997年の『マガジンSPECIAL』および『週刊少年マガジン』（共に講談社）誌上で連載し、単行本は全27巻。短期間の休載後、第2期『将太の寿司〜全国大会編〜』が1997年から2000年12月にかけて『週刊少年マガジン』に連載され完結、単行本は全17巻。2002年に講談社漫画文庫化され、第1期は全14巻、第2期は全8巻刊行。マガジンKC版は全巻電子書籍化されている。
第1作は第20回講談社漫画賞少年部門を1996年に受賞。同年を中心にテレビドラマ・ノベライズなど各種メディアでも展開された。2013年9月時点でシリーズ累計部数は1300万部を突破している。
2013年から2015年にかけて、将太の息子ら次世代の寿司職人が活躍する第2作『将太の寿司2 -World Stage-』がイブニング（講談社）で連載。
2016年8月発売のビッグコミックオリジナル すじ増刊（小学館）にて作者によるエッセイ漫画『ネタもご縁も一期一会 『将太の寿司』の製作裏話』が掲載。本作は工富保の企画によって作品化され、寺沢自身は当時料理ものから離れたかった様子や、1カットのみであるが1作目の関口将太が描き起こされている。また、同誌のコラム『寿司とマンガのおいしい関係(南信長)』では、“寿司職人を主人公とする嚆矢となった作品”と記されている。
韓国でも評価が高く、1999年にLGグループが社員必読書に指定した他、韓国ドラマ『宮廷女官チャングムの誓い』の原作者が本作から料理勝負の着想を得ている。

## あらすじ

### 『将太の寿司』（マガジンSPECIAL連載）
『マガジンSPECIAL』1991年9号〜1992年5号に連載。全7話。巴寿司・小樽の面々・佐治やシンコなどの存在しないパイロット版。将太は東京の高校2年生で陸上に打ち込んでいたが、父親が入院し家計を支えるために3年への進級間際に中退し、寿司職人を目指す設定になっている。大政・親方も既婚であり妻子を持っているが後の連載版とは異なった家族構成になっている。KCコミックスでは1巻から2巻、文庫版では14巻に収録されている。前述の通り全7話連載されたが、KCコミックス版では6話までの収録となっており文庫本には最終話が収録されている。マガジンSPECIAL版のメインとなる全日本寿司技術コンクールのエピソードは6話で完結しているが、この最終話はコンクール後のエピローグ、そして最後の2ページにSPECIAL版と週刊少年マガジン版の橋渡しとなる寺沢とアシスタントのやり取りが描かれている（寺沢がアシスタントに鳳寿司に連れて行かされるが、シャッターが降りており「誠に勝手ながら将太の寿司は七月より週刊少年マガジンに移転させていただきます。尚　準備の関係上　五月・六月の二ヶ月は休業いたします」の張り紙が貼られている）。
東京の名店「鳳寿司」の追い回し（雑用係）として働く関口将太と、彼を取り巻く職人たちのドラマを描いた短編・中編集となっている。最終エピソードである大政の寿司握りコンテスト出場から独立までの話には、今後の週刊連載での縦糸となる「寿司バトル漫画」の骨格がみられる。また初回から最終話までの中で、マグロ尽くしや魚の目利きが勝敗を左右するエピソード、手数の差を克服するエピソードなど後の週刊誌での連載の重要な役割を果たすアイディアも既に垣間見ることが出来る。

### 『将太の寿司』（週刊少年マガジン連載）
『週刊少年マガジン』に連載。舞台は北海道の小樽から始まる。中学3年生の将太の実家は「巴寿司」という寿司店を営んでいたが、巨大チェーン店の「笹寿司」による度重なる嫌がらせのせいで最低の材料しか手に入らず、店は廃れていた。将太は笹寿司の鼻をあかすために「寿司握りコンテスト」の出場を父・源治に提案し、源治はネタを獲るために漁船に乗り込むが、笹寿司の謀略による転覆で重傷を負う。代わりにコンテストに出場した将太は、東京の名店「鳳寿司」の親方である鳳征五郎に職人としての心がけを認められ、高校には進学せず（中卒）一人前の寿司職人になるため単身東京へ向かう。
鳳寿司にて修業を続ける将太に、征五郎親方は「新人寿司職人コンクール」出場を勧める。先輩・佐治安人との出場権を賭けた四番勝負に将太は勝利し、佐治は将太に敗れはしたものの、目標であった「ツケ場に入って寿司を握る」許可を得たが「入りたての新人に負けたとあってはメンツが立たない」と言い残して鳳寿司を去っていった。強敵たちとの戦いをくぐり抜ける最中、再び登場した佐治によって将太は、この大会が全国新人寿司職人コンクールの東京大会(全国大会の予選)であったことを知らされる。
決勝戦・プレーオフと勝ち進み全国大会への切符を手に入れ、将太はついに鳳寿司のツケ場に立つことを許された。未だ見ぬ寿司職人との戦いを、そして京都代表・佐治安人との再戦の日を待ちながら、将太は寿司を握るのであった。

### 『将太の寿司〜全国大会編〜』
『将太の寿司』に引き続き、『週刊少年マガジン』に連載。全国大会に参加した将太を待ち受けていたのは、孤高のハイパー寿司職人・大年寺三郎太を始めとする圧倒的なライバル達、強化される勝負の課題、そして笹寿司の魔手であった。
笹寿司の一人息子・笹木剛志は、将太の行く先々に待ち受けて材料を買い占めるなどの妨害を行い、またコンクールの勝利と将太の破滅の為に「笹寿司四包丁」なる凄腕の職人たちをも雇っていた。数々の苦境を跳ね返し、将太はより強靱な職人へと成長する。終盤、笹寿司との対決に勝利し、日本一を勝ち取り帰郷。家族で巴寿司を再建させ大団円を迎えた。

### 連載終了後の読切
韓国編
『週刊少年マガジン』2000年44号に掲載された読切作品。当初は『全国大会編』に組み込む予定であったが、諸事情により果たせなかった（全国大会決勝戦でその設定があったことがうかがえる）。『全国大会編』最終巻（KCコミックス17巻・文庫8巻）に併載。
かつての悪事によって業績が悪化した笹寿司が奮起しようと韓国へ進出したものの結果が思わしくなく、最終回で将太と和解した笹木剛志がかつての宿敵だった将太に助けを求めたところ将太はそれに応じて韓国へ向かった。そこで雑用に不満を持つ新入り職人の泰志（テジ）と共に新しい食材を求めて奔走する。
創刊50周年特別編
『週刊少年マガジン』50周年特別企画として2008年19号に掲載された読切作品。連載終了から8年が経過しているため同時期に連載していた『ミスター味っ子II』同様に作画タッチが大幅に変化している。連載終了時点から3年後が舞台で、将太と久美子夫妻と、舅になった源治の物語が描かれている。こちらは2023年現在、単行本などには収録されていない。

### 『将太の寿司2 World Stage』
『イブニング』2013年20号～2015年10号まで連載。『マガジン』での読切からおよそ18年が経過してからの世界を描く。鳳寿司本店の2代目親方となった佐治安人の下で修業する、将太の息子・関口将太朗と、安人の息子・佐治将太。そこにフランス人の寿司職人・ダビッド・デュカスが現れる。

## 登場人物
カッコ内は異名/読み仮名（異名の無いキャラクターは読み仮名のみ）。

### 鳳寿司
関口将太（せきぐち しょうた）
本作の主人公。北海道は小樽市の寿司屋「巴寿司」の長男。連載版は小樽市立北陽中学3年生として登場し、笹寿司の妨害で荒れた生活を送る父・源治を気に掛けて自分には何ができるのか深く悩んでいたが、街中のポスターで知った「小樽寿司握りコンテスト」へ笹寿司の謀略で重傷を負った父親の代わりに出場し、家業を継ぐ決心を固め、コンテスト終了後の鳳征五郎のスカウトもあり中学卒業と同時に東京の「鳳寿司」へ修業に入る。同級生の久美子に好意を抱いており、卒業後は遠距離恋愛の仲となる。源治や征五郎を非常に尊敬している。一人称は「僕」。
技術や知識の習得に余念がなく、経験の浅さを創意工夫と努力で補うことを得意とする。笹木以外のクラスメイトからも慕われ、何度となく中学の同級生に助けられている他、笹寿司の横暴に苦しむ人々にとって彼の存在は希望となっている。修業入り後は家族・同級生や慎吾以外とはタメ口は使わず敬語で話している。
『全国大会編』では東京代表として参加し、数多くの寿司職人達と誇りを賭けたコンクールを勝ち抜き、ついに優勝を果たす。鳳寿司での修業を終えて巴寿司へ錦を飾り、大団円を迎えた。
『全国大会編』の3年後を描いた2008年の読み切りでは、久美子と結婚し巴寿司の若旦那として切り盛りしている。久美子とは夫婦水入らずの仲で妊娠（後の将太朗）が告げられて父親になる予定。『全国大会編』最終話で和解した笹木との関係も北海道に進出する東京のチェーン寿司店の手口を「汚い」と評する彼に対し「お前が言うな」と的確なツッコミを入れており、『全国大会編』までの険悪な関係は感じられない。
『2』では40歳の落ち着いた中年。顔に多少皺はあるがかつての面影を残している。巴寿司2代目として将太朗を巴寿司のツケ場に入れて育てていたが、佐治を伝って鳳寿司へ修業に行かせた。また、佐治ともども日本寿司協会の会長職を要請されたが固辞している。20年以上の寿司職人人生で未だに「これだ!」と思う寿司が握れていないとの事で、更なる高みを目指している。
マガジンSPECIAL版では、陸上競技に打ち込む恋愛感情に鈍感な東京に住む高校2年生だったが、父親が倒れ家計を支えるために高校3年目前で中退し、鳳寿司で働き1年が経過した19歳。追い回しで手一杯の日々を送っていたが、好意を伝えられずに別れた藤原美智子との再会により寿司作りに奮起する。一人称は「オレ」。
ドラマ版では、北陽高校卒業後に小樽から上京して寿司の世界に入るという設定であり、多少やんちゃな性格で血の気が多い部分があり、鳳寿司に入ってから親方が病気で倒れたり笹寿司の嫌がらせが始まった為に佐治からは一方的に敵視されていた。「日本一!」を決め台詞に持つ。
小畑慎吾（シンコ / おばた しんご）
鳳寿司の追い回しかつ雑用係で、将太よりは半年ぶん先輩。将太とは同世代だと思われるが、年上の模様。将太にとっては苦しい修業の中、苦心を分かち合える盟友である。鳳寿司では「コハダになっていない」という意味合いで、名前をもじって「シンコ」と呼ばれている（なお作中でシンコを下魚とみなすシーンがあるが、実際には高級寿司ダネ）。山口県の農家出身。追い回しとしての仕事には手抜きがなく誠実だが、精神的に脆い面があり、将太に対する劣等感や失敗を佐治に咎められたことを気に病んで逃亡したり、お客に出すためのウニの管理を誤り上得意客を失うという失態を晒し、（親方にクビを告げられた場合は）店を辞めようとした。将太の説得により鳳寿司に復帰した後は職人になるため一層の努力をしている。その仕事ぶりと心意気は征五郎に「上得意のお客様を失うよりも慎吾を失うことのほうが遥かに辛い」と言わしめるほどで『全国大会編』ではその成果を見せ、コンクールにも出場。1回戦で溶けたウニを使うというハンデの中で溝口の柏手を出させる寿司を作り、満点トップ通過するも2回戦で敗退した。連載の最終回ではその仕事が実を結んで、ツケ場に立った。
『2』では第一線の寿司職人として鳳寿司のツケ場に立っており、若手のホープとして期待されている。20年が経過して「GENESIS（ジェネシス）」に敵愾心を持つほどの意地っぱりになった。
ドラマ版では半人前扱いされて辛い思いをするシーンが増えた一方、必死の努力の末に笹切りを作る包丁技術を披露した。
吾子飛男（あこ とびお）
将太の後に入ってきた鳳寿司の追い回し。素行不良で高校を中退し、母親からの要望で鳳寿司に入ってきた。甘やかされて育ったために当初は自分勝手でこらえ性がなく、ジャンクフードばかり食べていたため寿司の味が分からない、隠れて煙草を吸う、失敗に仕事中飲酒をするなど、問題の多い少年であったが、煙草は母親の命を掛けた説得でやめた。その後も将太や先輩のフォローや叱咤によって職人として成長し、「天下の鳳寿司のパシリ」を自認するようになる。『全国大会編』では将太の助手を務めることが多い。
タレントとして芽が出ずにやさぐれていた先輩・北岡を「叩いて香りを立てた紫蘇の実と歯ごたえがよくなるように切った刺身のツマ（大根）をシソの葉で巻いた」物を食べさせて「努力すれば普段は大したことなくても直に芽が出る」と立証させて立ち直らせるなど、将太や大政からも「いい刺身のツマになった」と褒められるほどになった。最終回では佐治の指導で雷を落とされながら、魚の捌き方の特訓中の様子が見受けられた。
『2』ではツケ場に立っており、慎吾共々若手のホープとして期待を寄せられている。お調子者の性格は相変わらず。「GENESIS（ジェネシス）」の経営に同調して慎吾からタコ殴りにされた。
鳳征五郎（おおとり せいごろう）
当代の名人と言われた鳳寿司の親方。創業者ではなく婿入りして店を継いだ。話によって五代目だったり六代目だったりしている（創業70年で五代目または六代目であることから代替わりが多かったことが窺える）。征五郎本人も身体の衰えによって既に一線を退いており、将太がツケ場に立ってからはほとんど寿司を握らなくなる。ただし、その握りは今なお岩崎民次(全日本寿司協会会長)が褒め称えるほどのもの。
将太が初めて作ったマグロ尽くしに感動し、自身の店への入門を勧めた。当時の鳳寿司は少々客入りが悪く、新しい従業員を雇う余裕はなかったため大政小政の反対を押し切ってのスカウトだった。その後は、厳しくも温かく将太を鍛える。
温厚な性格で、将太に限らず鳳寿司の面々を厳しくも暖かく見守り、指導するが、初期には責任を取って店を辞めるという慎吾の頭を軽く拳で叩いたり、将太と佐治の勝負で大政に賭けを持ちかける小政を（ギャグシーンだが）タコ殴りにするシーンも見られた。鳳寿司の慰安旅行では、女湯を覗こうとした飛男に桶を投げ付けている。
『全国大会編』にて右手の痺れから白魚の尾を折ったことで引退を決意し、大政小政の独立に合わせて店を畳む予定だったが、鳳寿司に戻った佐治を親方へ迎えたことにより安心して隠居生活を送る一方、岩崎民次の熱望によりその跡を継いで全日本寿司協会会長となり、その初仕事として佐治と将太の決勝戦の審判を務めた。
『2』では全日本寿司協会会長を退任して隠居生活を送っている。現役時代に患った病は回復していないが足腰は問題ないらしく、妻と自由気ままに旅行をするなど今の生活を楽しんでいる。
ドラマ版では厳しさが強くやや頑固なイメージがある。
マガジンSPECIAL版では本編よりも厳つい顔つきの頑固職人で、一人称が「あし」だったり、将太に対してもよく手が出ていた。コンクールで優勝した大政に「政寿司」の暖簾を贈っている。
藤田政二（大政 / ふじた せいじ）
親方に次ぐ年長の職人。「大政（おおまさ）」または「政（まさ）」と呼ばれている。マガジンSPECIAL版での年齢は35歳。作中ではあまり料理の腕を振るうシーンは無いが、鳳寿司での「盛り込み」（いわゆる職人お任せの寿司の盛り合わせ）の制作が許されている職人は征五郎以外では彼だけであり、その腕は確か。体が大きく厳ついため怖く思われがちだが、普段の性格は温和そのもので、10年前に客が苦境から子供とともに死のうとしている事を見抜き、鮭とイクラの親子丼をサービスとして出し、鮭の親としての偉大さを語って自殺を止めたことがある。既婚で娘が1人いる。『全国大会編』の最終回にて「下北沢 鳳寿司」としての屋号を引き継ぎ下北沢で独立。
前述のように温和な性格だが、一旦怒り出すと凄まじい剣幕で周囲を震え上がらせる。コンクールでは、観客席からたびたび将太を馬鹿にしていた「船津」と「渋田」に制裁を加え、会場の外まで殴り飛ばすという(ギャグ)シーンもある。
『2』では娘・みのりの夫を婿に迎え二人で「下北沢 鳳寿司」を繁盛させている。
マガジンSPECIAL版後半は彼の鮨大会出場がメインとなっている。また、片手一回だけで鮨を握る「小手返し一手」も実は習得しているが、鳳寿司入店直後に親方の前で披露したところ怒られ、「今度やったらクビだ」と釘を刺されているため将太の前でこっそり一度披露しただけ。
ドラマ版では動物園とダジャレが好きな設定が追加されている。終盤で一度独立するも、資金提供者の独断により店を笹寿司のチェーンにされていたため店を辞め、再び鳳寿司に戻っている。
岡村秀政（小政 / おかむら ひでまさ）
大政と並んで鳳寿司を支える職人。「小政（こまさ）」または「秀（ひで）」と呼ばれる（ドラマでは「小政」は会話の中で一度登場しただけで、他は一貫して「秀」）。女好きで、将太と初対面の時に姉か妹がいるか尋ねて征五郎に窘められたり、キャバクラの話題を度々出している。また、将太と佐治の寿司勝負を賭けの対象にしようと大政に持ちかけたところを親方に見つかって（ギャグシーンで）タコ殴りにされた事もある。追い回し時代、自身が出場したコンクールの東京大会決勝ではかんぴょうを使った海苔巻きを締めに使って優勝した（世間のかんぴょうの扱いに絶望してかんぴょう作りを辞めると言っていた職人の心をも揺さぶった）。大政同様、その後の全国大会も優勝には至らなかったものの「いいところまで行った」という。鳳寿司内部での勝負（社員旅行の余興での寿司勝負、鳳寿司で新しく売り出す弁当勝負等）では大政と共に将太の閃きに感心する事もあるが、将太をはるかに超える腕前を持つことが魚の目利きや、将太がとても捌き切れないペースのツケ場での注文も冗談交じりに軽々とこなしてしまうシーンからもうかがえる。
将太や慎吾に対し、時期尚早な仕事を任せ、失敗してしまうと強い口調で𠮟りつけることもある。
第1部終盤では、雅子に頼まれ、雅子の父の持ってきた高山信一郎との縁談(高山は財産目当てであった)を断るための方便で雅子と結婚を約束していると言ったところ、高山と寿司勝負をすることになる。雅子の父親が経営する豆腐料理店まで出向き、その人柄や仕事ぶりを知った上で、父親が作る豆腐を使ったサバ寿司を作り出し、オレンジを使った高山のサバ寿司に勝利した。これをきっかけに雅子と付き合うようになる。
『全国大会編』の最終回にて雅子と結婚し、「谷中 鳳寿司」として屋号を引き継いで谷中の雅子の実家の隣に「谷中 鳳寿司」として独立。
『2』では5人の子供の父親となった。店の売れ行きは上々である。
ドラマ版では、江戸っ子を名乗る大阪人として登場。短気で、何か問題があると責任放棄してまで店を飛び出してしまうことがあった。一度母親の強引な勧めで見合いさせられそうになったこともある。終盤では剛志が雇った二人のチンピラから将太を庇い負傷する。
佐治安人（さじ あんと）
将太より5年先輩だがツケ場には入っておらず、材料の仕込みや米炊き、卵焼きを担当していた。
当初はかなりの自信家で将太のことが気に食わず、勝手の分からぬ将太にいきなり米炊きを命じて放置する、小樽から将太への手紙を隠し勝手に処分するなど、見下すように接し陰険な嫌がらせを繰り返すが、寿司に関しては情熱を持って修業に励んでおり、2年かけてアナゴのツメを作りあげるなど征五郎や兄弟子達も認める腕前を身に付けている。将太との激闘を繰り広げていくうちに将太を一人の寿司職人として認めるようになり、新人寿司職人コンクールの出場権を賭けた三番勝負での敗北を契機に鳳寿司を去る。その後は放浪し各地の寿司店で修行したのち（将太の父源治とも会っている）京都へ流れ着き、改めてコンクールへ出場し京都府代表として、全国大会で将太にリベンジを果たそうとする。
『全国大会編』の終盤からは、塩一粒の差異も見逃さぬ「絶対味覚」を習得し、将太の前へ再び立ちはだかる。また、決勝戦間近では寿司職人に必要な五感の鋭さも増して、鱧の寿司というまったく新しい寿司を作る事にも成功する。
実家は千葉県で海苔の生産業を営んでおり、既に死亡した父・重人とは母の死をきっかけに絶縁したままであったが、勝負をきっかけに父を理解する。『全国大会編』では海岸に漂着したアサクサノリを絶対味覚で選び分けて精製した。
コンクール後は、征五郎や職人達の強い要望により鳳寿司に復帰、親方となる。
『2』では親方歴が20年になり、腕は全く錆びついていない。5年連続でミシュランの3つ星を獲得するなど、鳳寿司を名実共に日本を代表する寿司屋にした。鳳寿司に転がり込んできた「隠し子」（安人自身はその存在すら知らなかった）の佐治将太を鳳寿司で雇っており、若い頃の自分を重ねて見てしまうため彼の問題行動にあまり強く言えていない。また将太のことも「関口」と呼ぶようになっていた（以前も「関口」と呼ぶシーンはある）。
慎吾によると、厳しい指導から「サージェント（軍曹）」のあだ名を持つが、初登場時の紹介以外では一度しか使われておらず、専ら「安（ヤス）」と呼ばれている。
なお、作中での名前の読み表記に揺れが多く、「やすと」または「あんと」と書かれ一定しない。
ドラマ版では悪役らしさが強調されており、時には店の迷惑も厭わずに将太や慎吾に嫌がらせをしていた（将太が店に入ってから親方の病気や笹寿司の妨害などトラブルが続発したことも一因）。しかし、「寿司では嘘をつかない」という信念を持ち、将太との三番勝負でも鯛対決で事前に妨害工作（将太が注文した鯛を彼の名を騙って受け取る、誤った保存法を慎吾に教えて鯛を傷ませる）をした以外は妨害や不正は行っていない。それどころか、将太の包丁が酢によって錆びているのに気が付き、「馬鹿な奴だ」と一度はそのままにして帰ろうとしたが、「そんな相手に勝ってもしょうがないから」と、研ぎ直してやっていた。
富山雅子（とみやま まさこ）
配膳係の女性。はっきりと物を言う気っ風のいい性格をしている。
実家は谷中にある老舗の豆腐料理屋。
小政が高山との寿司対決に勝利した後、互いに妙な雰囲気になって付き合うようになったとのことで、『全国大会編』の最終回で小政と結婚する。
『2』では5人の子の母親であり、「谷中 鳳寿司」を小政と二人で支えている。
ドラマ版では、昔火事で家が焼けて思い出の品が燃えてしまったことで、ことあるごとに記念写真を撮るのを趣味にしている。そして、それを知らぬ者が理由を尋ねると錯乱する。
女将さん
先代の親方の娘。確執のある寿司玄の嫌がらせに苦しむ夫征五郎のために、寿司の屋台を引いて助ける健気な性格だが、その時の無理のせいで病弱になりめったに店には出てこない。ドラマ版では活発で天然な性格で、名前は「八千代」である。
鳳さゆり
ドラマ版のオリジナルキャラクター。親方夫婦の娘だが、実際は海外に渡った征五郎の兄弟子夫婦の娘で、両親が飛行機事故で他界した為征五郎夫妻に引き取られていた。征五郎夫妻はその事実を隠していたが、当人は既に知っており、そのこともあり最初のうちは寿司が嫌いだと言い、前半は一生懸命頑張る将太に対して冷めた意見を連発していた。

### 『将太の寿司』の寿司職人たち
清川流也（きよかわ りゅうや）
新人寿司職人コンクール・東京大会に出場した「牛若丸」の異名を持つ寿司職人。名店「寿司玄」の店主で「愛宕の大天狗」と呼ばれる父・参次郎に5歳からスパルタ指導を受け、10歳でツケ場に立ち、大会参加時には小政が「化け物」と呼ぶほど凄腕の職人になっていた。性格は父に似て傲慢で、自分の作った寿司の味は凡人には分からないと考えている。
参治郎はかつて鳳寿司で働いており、征五郎の兄弟子だったが、先代の親方は征五郎を跡継ぎに選んだ。参治郎は征五郎が先代の親方の娘と交際していたために跡継ぎになったと邪推し、30年以上鳳寿司にたび重なる嫌がらせをしてきた。流也も父の憎しみを受け継いでおり、対決が始まる前は鳳寿司を「親方からして卑怯」と罵り、将太を見下していた。
将太とは2回戦・早握り勝負で対決。普通の職人は寿司を5手で握るが、流也は長年の修業で体得した「小手返し」という技を使って3手で握る。そのため、早握り勝負では流也が圧倒的に有利かと思われたが、新たな技「たて返し」を会得した将太は流也と互角の勝負を行う。勝負は数ではわずかに流也が上回ったが、味では早握りの中でも寿司の食感のために一手間かけた将太が勝っていたため、将太が勝者となった。参治郎は敗れた流也を罵倒しながら殴打し、審査員から寿司玄と鳳寿司のどちらが正しいか明らかになったと評された。
下山鉄雄（しもやま てつお）
新人寿司職人コンクール・東京大会に出場している将太と同年代の職人で「芝浜鮨」にて修業。物心付く頃から父親の漁船でエビに触れるようになり、父親が他界してからは海女となった母親を助けるべくエビの勉強をしていた（彼の生い立ちに将太は彼も自分と同じだと涙した）。その結果、エビの見立てと扱いに関しては百目の辰も一目置くほどのエビ名人となった。中学卒業後、海女を続けて心臓が弱くなった母親を楽にさせてあげたいと、生活のために得た知識を生かせる寿司職人を目指して、芝浜鮨で修業を始めた。
エビを簡単な食材と考え、エビの見立てを誤っていた将太を叱咤した。勝負後、将太は下山に対して感謝の言葉を述べている。
将太との二度の勝負で使ったクルマエビとボタンエビは共に母親から送られたものである。勝負にエビの鮮度を保つ工夫の差で敗れ、寿司職人を辞め母親を手伝おうと考えていたが、応援に駆けつけていた母親の説得により思い留まった。
『全国大会編』終盤でも登場し、母親と一緒に「鮨しもやま」を経営している。その後最終話の巴寿司開店日には小樽の空港内に姿を見せている。
紺屋碧悟（こうや へきご）
新人寿司職人コンクール・東京大会に出場している、高級寿司割烹「碧寿司（みどりずし）」の2代目店主兼寿司職人。
父親の義郎は技術と人間性が共に優れていたが、碧悟は甘やかされて育ったためワガママになり、天才的な技術と目的のためには手段を選ばず、負かした相手を徹底的に罵倒する高慢な心を持つ職人になった（小学生時代、それまでトップだった自分より足が速いという理由で転校生を階段から突き落としたことすらあった）。その悪評は征五郎の耳にまで届いており、将太に忠告した程。
明確に描写されていないが、２～３回戦では何らかの手段で対戦相手を棄権負けに追い込んでいる模様。将太との勝負では自身の技術を見せつけながら罵倒・嘲笑して棄権を迫った上、テーマの「光りもの」を築地中から買い占め、さらに将太達が苦労して取った黄金のサバが入っている冷蔵庫のコンセントを抜いて腐らせようとした。自身は鯛の子供カスゴを使った姿寿司で挑むも、材料の良さとテクニックへの自惚れにより敗北した。碧寿司の常連の五十嵐大臣に「今の碧悟は親の七光りをまとっている未熟なカスゴでしかない」と評されたことに激高し、思わず自身の悪事を白状してしまったため寿司協会から追放され、碧寿司は廃業することとなった。
その後は日本料理界に身を置き（ここでも自分をしごいた先輩職人が気に食わず、車で大怪我させた）、武藤鶴栄の力を借りて料理番組で将太と対決した。自ら指定したテーマのサンマを築地中から買い占め、部下の黒スーツの男達二人を使って番組の打ち合わせを騙り、迎えの車のドアで将太の左手を挟んで怪我をさせ、さらに一般審査員を金で買収した。しかし、サンマを自分で獲り、右手だけで寿司を握った将太の頑張りに黒スーツの男達は心を動かされ、採点で碧悟が勝利した（持ち点5点の審査員3人は将太に点を入れたが、買収された持ち点1点の一般審査員30人が碧悟に点を入れた)後に彼が働いた悪事を白状し、突っかかってきた碧悟を殴り飛ばしてノックアウトし「次は俺達よりも性根の腐ったやつを雇うんだな」と切り捨てた。その結果、碧悟は日本料理界からも追放された。
『全国大会編』の終盤にも登場し、プライドの高さと過去の悪事が災いして職につけなかったところ、たまたまテレビ中継されていたコンクール全国大会決勝戦での将太の努力の様子に触発されて再起する決意を固め、一度門前払いを食った寿司店を再訪し、雇って欲しい旨を再度伝えたであろう様子が描かれている。
『2』では再起と改心の末に「碧寿司」を営業再開した。息子・翠の高慢な態度を謝り倒すほど腰が低くなり、初登場の面影から一転して老人のような表情となった。
奥万倉新一（おくまぐら しんいち）
新人寿司職人コンクール・東京大会に出場している包丁の名人で、落ち着いた雰囲気の漂う長身の若者。包丁技術を生かした細工寿司を得意とする。家庭の事情から不良になっていたところを「磯銀」の親方に救われ、寿司の道に入った。
開会式で将太と隣同士になり、緊張のあまりアクシデントで飲み物を上着にこぼしてしまい、涙目でオロオロする将太に自分の上着を貸して慰め、そのおかげで将太は落ち着きを取り戻す。
さらに一回戦で将太と対戦するが、包丁技術の向上のみにとらわれていた将太と違い、味の点にまで心を配る余裕があり、勝負は奥万倉の完勝。本来将太はここで敗退するはずだったが、将太自身の包丁技術も一回戦で落とすには忍びない腕と審査委員長の溝口安二郎に評価され、特例で二回戦進出を許され、九死に一生を得る。
その後も勝ち進み（破った相手には「この道12年のベテラン」もいた）、決勝戦で将太を始め、清水、藤吉と共に決勝を争うが、他者の技術に（一回戦では全く寄せ付けなかった将太にさえ）驚く描写が多い、藤吉と共に途中経過順位で最下位争いをすることが多いなど、一回戦での余裕ぶりとはあまりに対照的であったが、得意の包丁技術などで最後まで食い下がった。
右利きであるが、亡き後輩・修一の形見である左利き用の包丁も大切に持っている。
幼くして亡くなった息子の面影を自分に重ねていた養父母と縁を切ったことが、長く心のわだかまりとなっていたが、東京大会決勝戦で思い出の炙りイカを作り和解する。
年齢は当初は28歳となっていた（そのため自己紹介でも、28歳でありながら修業はまだ3年、歳が高いのに不思議に思われるでしょうが、と語っている）が、後に23歳に変更されている。
なお将太のことも当初（東京大会・1回戦前後）は「将太くん」と呼んでいたが決勝で再会してからは「関口くん」と呼んでいる。
『全国大会編』最終話の巴寿司開店日には小樽まで足を運び、清水、藤吉、大年寺らと相席する。
『2』では「磯銀」の店主であり、落ち着いた中年となった。息子大斗を「瑞穂」技能試験に参加させる。
木下藤吉（きのした とうきち）
新人寿司職人コンクール・東京大会に出場している海苔作りと米利きの名人で、将太と同年代。元々農家の跡取りで裕福なため傲慢なところがあったが、あるきっかけで自分を変え今に至る。
最初に将太と出会ったのは佐治との巻物勝負で海苔を探していたときである。また、イタリアで苦心する兄弟子、織田信郎のために必死で金を稼いで寿司向けの米を作ってもらうなど、行動はひたむきである。
活発でともすれば不遜とも見られるような性格をしているが、料理人の第一である「食べる者のことを考える」という基本をしっかりと押さえており、課題が得意な米なのもあって決勝戦前半を大きくリードする。
海苔作りのルーツとなっているのは佐治の父・重人が書いた本。
『全国大会編』最終話では巴寿司開店に合わせて小樽に飛び、行きの飛行機内の時点でハイテンションになっており、同乗していた清水に呆れられていた。
『2』では、外国人客向けのモダンな寿司店「SUSHI KINOSHITA」の店祖となった。白髪交じりの長髪を後ろで縛っており、若手時代の面影がほとんどなくなっている。息子秀吉を「瑞穂」技能試験に参加させる。
清水哲也（マグロ哲 / しみず てつや）
新人寿司職人コンクール・東京大会に出場しているマグロ寿司の名人で、新人コンクールとしては年嵩な方。「マグロ哲」の通り名は伊達ではなく、マグロのみならずカツオ類の扱いでも他の追随を許さない。
あくどい経営をする「寿司金」の雇われ職人で、マグロを安値で買い叩き高値で売り捌くという非道な商売をしていたが、これは初美という心臓病を抱えた妹の手術費用を稼ぐためのものだった。その寿司金に見捨てられるが、将太達対戦相手や大和寿司の親方の助けによって初美は全快、譲り受けた大和寿司の屋号を「初美寿司」と変え独立し、再び東京大会決勝戦に臨み、将太とのプレーオフでもその実力をいかんなく発揮する。
決勝戦スタート直後の米勝負では、藤吉の目利きに驚く、不用意にいきなり米を研いで征五郎にダメ出しされるなどつまずくが、その後将太のミスもあり立て直す。得意のマグロ以外でも年季に裏づけられた技術と知識を武器に戦った。
『2』でも「初美寿司」は健在だが、体力の衰えによりマグロなどの仕入れを跡取り息子である健一郎に継がせて引退した（ただしツケ場では健一郎に付き添って共に経営を続けている）。
大和寿司の親方
中国残留孤児の息子・北川潤一を待ち続けてアナゴの寿司を作り続ける老人。佐治との三番勝負のヒント探しに奔走していた将太と知り合って以来、彼を自分の息子のようにかわいがっており、何度も手助けする。
後に潤一との再会を果たし中国へ渡るが、この時「自分の信頼する将太が助けたいと思っているなら、その者は信頼できる人物である」と言って、初対面の清水哲也に妹の手術費用として数百万円と、無用となった大和寿司の物件を譲渡している。その後現地で開店した寿司屋が、アナゴ以外のネタが受けずに苦境に陥っている事が来日した潤一によって語られ、将太と清水、更に途中から奥万倉と藤吉も加わって様々な「中華寿司」を考案する事で苦境を脱した。
吉野寿司のお内儀
伊豆半島で亡き夫の跡を継いで寿司職人をしている。代変わりで客が離れる中、小学生の息子・裕一が懸命に育てた芽ネギで作った握りで客が戻ったが、その息子を失い生気を失っていた。将太の再現した息子の芽ネギを見て、生きる気力を取り戻す。
富寿司の親方
出前を中心とした寿司屋の職人。鳳征五郎と共に働いたことがある。昔気質で、あまりの指導の厳しさに弟子がつかなかったが、食らいついてきた将太を評価している。ぶっきらぼうではあるが、ひたむきに食べる人間のことを考えている。将太に出前寿司のイロハを叩き込んだ。
武藤剛（むとう つよし）
武藤鶴栄の息子で、自身も優れた料理人である。しかし料理人殺しの異名を持つ評論家である父には認められず、一時は料理それ自体に挫折していた。
鶴栄が将太に難題を吹っかけていた時期に、関わらないように忠告に鳳寿司に現れた。恋人と父によって引き裂かれていたが、将太とともに父の課題を解きあかして恋人との再会に成功する。恋人は父に唆されて別の人物と婚約していたが、その婚約者が剛と彼女の再会の様子を見て自ら身を引いたため、晴れて結ばれた。
大年寺三郎太（東北の竜/だいねんじ さぶろうた）
作中で「東北の竜」「幻の寿司職人」「ハイパー寿司職人」などと評される職人。佐治安人と並び『将太の寿司』『全国大会編』の二編にわたって将太と対戦する。
『将太の寿司』では征五郎の命によって仙台寿司コンテストに参加した将太の前に、仙台笹寿司の職人として現れる。コンテストでは将太と同等の寿司を作り二店同時優勝を飾るが、笹木のやり口を知り笹寿司と絶縁。その直後に武藤鶴栄の計らいで将太との三番勝負を行い、大年寺はこれに圧勝。いい勝負だったと語り、将太との再戦を誓う。
その後の『全国大会編』では、既に決まっていた代表を飛び入りで退けて宮城県代表としてコンクール全国大会に参加。将太が乗り越えるべき巨大な壁として立ちはだかる。
無駄も隙もない完璧な技術は長い経験に裏打ちされたもので、27歳にして既に15年の修業期間を経ている。だが実際に寿司職人として店に入っていた期間は短いために定義の上では「新人」であり、コンクールへの参加資格を持っていると説明されている。
常識外れの体力と頑強さを持っており、特に『全国大会編』では、「熟れ寿司を作るために寿司を持ったまま数十kmを全力疾走する」「崖から冬の海へと飛び込み素潜りを決行し、5分以上耐えてタコを捕獲する」「濡れた身体を闘気で乾かす」「電車にはねられたその日にアンコウを解体して寿司を握る」「10ｍ以上の高さから飛び降りて無傷で着地する」「嵐で大時化状態の海を単独の手漕ぎ小船で走破する」など、技術もさることながら規格外の体力・精神力と熱意を持ち、その体力や精神力には将太も絶対に近い信頼を置いている。また学識にも長けているようであり、ネイティブの外国人をして「美しい英語」と言うほどの語学力も有する。
あまりの握りの早さと正確さに腕がたくさん生えたように見える、「千手握り」という師匠から受け継いだとされる技を披露したが、その師匠が何者であるかなどの詳細は語られなかった。
同じ作者の漫画『ミスター味っ子II』に登場しており（キャラクターの設定や肩書異名なども変わっていない）、出張料理人久島健男とタッグを組んで、「元祖ミスター味っ子」味吉陽一組、「皇帝の料理番　味仙人」劉虎峰組と三つ巴の勝負を繰り広げている。
『2』では全日本寿司協会会長に就任し、超大型店「瑞穂」をジェネシスに隣接して宣戦布告する計画を立てており、精鋭選抜の為、若手寿司職人にマグロ寿司での技能試験を開始する。実際には日本の寿司の将来のため、裏では後述のダビッド・デュカスと連携しての行動だったと推察されている。元々老け顔だったとはいえ『全国大会編』当時と容姿がまるで変わらず、飛男に不思議がられている。
高山信一郎（たかやま しんいちろう）
第一部終盤で登場した雅子の婚約者（ただし親が勝手に決めたことであり、雅子本人は否定している）。フランス料理にも精通し、パーティーでフォアグラの寿司を披露したり、オレンジに漬け込んだサバでフランスの大統領に絶賛されており、料理人としての腕前は超一流だが、パーティーで小政の足を踏みつけながら挑発し、小政にオレンジに漬け込んだサバを送り電話をかけて嘲笑したほか、雅子に接近した理由が財産目当てであったなど人間性に問題がある。
婚約者の座を賭けた対決で小政の編み出した豆腐を使ったサバ寿司の前に敗れ、豆腐を馬鹿にしたことで雅子の父親の逆鱗に触れ、逃げ出した。
黒川哲也（くろかわ てつや）
ドラマオリジナルキャラクター。小樽の「司寿司（つかさずし）」で16歳からたった3年でトップに立ち、司寿司が笹寿司に吸収合併された後もすぐそのトップに立った。将太との対決に負けて（味では互角であったものの、北海道ならではの”ハッカク”を使った寿司を使ったため将太に軍配が上がった）、寿司の心を取り戻し応援する。
鬼村龍二（おにむら りゅうじ）
ドラマオリジナルキャラクター。笹寿司の職人。黒ずくめの不気味な風体の男だが、黒川を破る程の高い寿司の能力を持つ。コンクール一回戦では、原作の奥万倉と同じ方法で将太に勝つが、やはり原作の一回戦と同じ方法で復帰した将太と決勝戦で再戦して敗れる。直後、なぜか笹寿司親子を睨みつけた後、立ち去った。また、彼のコンクール中に握った寿司は原作では藤吉と奥万倉と清水が握ったものである。

### 『将太の寿司〜全国大会編〜』の寿司職人たち
坂田利人（さかた としひと）
回転寿司(作中では一貫して「100円寿司」と呼称される)「力寿司」に勤務する大阪府代表。幼い頃に両親が離婚し、生活のため母が働きに出て寂しい思いをしていた時、同店の親方に励まされたのを切っ掛けに寿司職人を志した。10年の修業経験に裏打ちされた技術や精神は伊達ではなく、包丁技と早握りが得意で、1回戦の早握り勝負で制限時間内に握った数は大年寺と並んで最多であった。子供が大好きで、子供にも手軽に食べてもらえる100円寿司の職人であることを誇りに思い、子供達からも慕われている。当初修業経験の少ない将太を見下すような言動が目立ったが、将太の実力を見て態度を改め、その後は良い好敵手の一人となる。自身が勤務する寿司店の存続が危ぶまれた時には将太・慎吾とともに大王寿司との寿司対決に挑んだり、準決勝で兵庫を訪れた将太の応援に駆けつけ食材探しに同行するなど度々協力関係を築いた。自身の準決勝では切島傀と対決。応援に来た子供の一人が交通事故で重傷を負い、その輸血に協力したボロボロの身体で己の寿司職人生命を賭けて挑むが力及ばず敗退した。
切島傀に敗れて宣言通り寿司職人を辞めると包丁を差し出すが、切島傀には包丁を折られた挙句「寿司職人を辞める必要もない。クズの客（女子供）相手にクズの寿司を作り続けろ」と嘲笑されて悔し涙にくれ、将太も怒りを爆発させた。決勝戦では仕事をしながら将太の勝負を見ており、寿司職人を続けている。最終話では、巴寿司の新装開店に訪れた。
高田早苗（たかだ さなえ）
デパートの地下食品売り場で持ち帰り専門の寿司店「寿司仙」に勤務する福岡県代表で決勝進出者の一人。宮崎県出身だが、15歳から福岡に上京。現在は福岡暮らしの方が長いため「オイは──」「ばってん」「──とよ」など、福岡の方言を使う。「高田」は親戚の苗字で、旧姓は「宮下」。完全な独学で寿司握りを習得した変わり者だが、「漬け込み」の技術は相当に高い（特に沖漬けは、食べた将太が、佐治が加藤以蔵戦で披露し圧勝した甘エビの沖漬けよりはるかに上だと感じたほど）。決勝ではピリピリした雰囲気の他3名と違って飄々とした雰囲気で誰とも特に敵対するような言動もなく、「こういうのは祭り。みんなで楽しく盛り上げていきましょう」と笑い飛ばし、得意分野を生かして最後まで食らいついた。
かつては元の家族を助けるべく、裕福な親戚の高田家の養子となり（その理由を知らない本来の家族とは確執が生じる）、“ラッシュ高田”という名前でボクシングで世界チャンピオンを目指していたが、不運なパンチで目を痛め、引退を余儀なくされた過去を持つ。
女性のような名前のため、将太は決勝で名札を見るまで笹寿司四包丁の紅一点ではないかと勘違いしていた。
切島傀（きりしま かい）
北海道「笹寿司」の代表で、予選を唯一満点で通過した(将太や佐治、大年寺が出場したのとは別ブロック)。笹寿司四包丁以上に笹木が本命と目して後援する職人で、決勝進出者の一人。名前は坂田戦で初めて判明した。針麻酔を使い食材を仮死状態にすることで、その鮮度を最高の状態に保つことができ、殻を剥き頭を外したエビの生命を保たせたり、生きて泳ぐマグロにさえ直接針を打ち込んで活け作りにしてしまう「瞬殺鮪」（しゅんさつしび）という得意技を持つ。気性は極めて激しく、氷のような目をしており、将太に敵意をむき出しにする。
額に大きな傷跡があり、将太たちが名前が知るまでは「傷の男」と呼ばれていた。
当初は「切島傀」であると思われていたが、飛男と将太の調べや幼馴染・天宮万里子の証言によって、弟「切島由太（きりしま ゆうた）」の身体に兄「切島傀」の人格が同居している多重人格者ということが明らかになった。彼らは長崎の寿司割烹「きりしま」に伝わる針麻酔の奥義継承に兄弟で挑戦するものの失敗し、傀が由太の目の前で父親を道連れに入水自殺してしまった。兄の無念を感じとった由太は「切島傀」を身体に宿し、家を飛び出して独自に修業を続けていた。
決勝にて「人を支配する寿司」を否定した将太の「人を幸せにする寿司」に敗れ、腕の腱を切ろうとするが、目の前に幽霊として傀が現れ、「俺達が目指すべきは関口将太のような人を幸せにする寿司作りだ」と導かれ、切島傀から本来の切島由太に戻り、万里子と共にやり直すこととなる。将太と佐治の決勝戦は万里子と共にテレビ観戦しており、将太の優勝が決まった時には笑顔を見せた。
決勝戦の課題用として提供した1枚500万円の皿を故意に割る、アサクサノリの養殖場にガソリンを撒き火を放つなどの犯罪を行っている。
叶崎精二郎（鋼の精二郎/かのうざき せいじろう）
笹寿司四包丁の一人で、「小竹寿司」から参加する高知代表。二回戦で将太と対戦。「おんしゃ──」「──やきに」など高知県の方言が特徴。当初は将太に対して挑発的な言動をしていたが、勝負の中で自分と互角以上に渡り合う将太を気に入り、敗北後は将太が材料を手に入れられないよう手を回していた笹寿司と決別。
性格は豪放磊落そのもので、全国大会1回戦では第2課題までである程度の点を取った事で第3課題以降をサボったほか、将太に敗北後、笹木の「店を取り上げる」という脅しに対しても笹木を殴りつけ「熨斗つけてくれてやる」と返している。また、裏工作の多い笹寿司にあって卑怯な戦術とは縁がなく、むしろ笹寿司の裏工作を知り、他の素材を使うなど、正々堂々とした勝負を重んじる。
「鋼の精二郎」の異名は高い包丁と焼き物の技術を習得していることによる。目にも止まらぬ速さで繰り出される秘包丁カマイタチは、切り口の滑らかさから醤油が全て弾かれるほど鋭利な切れ味を持つ。その気風の良さから地元では多くのファンを持ち、女性ファンからは黄色い声援が飛ぶ。
武市半平（包丁修羅/たけち はんぺい）
笹寿司四包丁の一人。会話では少々どもりが交じる。3回戦で外国人向けの寿司創作勝負で世界三大珍味を使った寿司を握る。「包丁修羅」の異名を持ち、隆々とした筋肉を発揮し「修羅の包丁」という技術（詳細は不明）を使用し、高価な材料は自身の武器ではないと心の中で述べている。フォアグラ以上の美味さを持つアンキモの握りを作った大年寺に敗れる。
四包丁の女の前では卑怯な手段に対して難色を示すが、大年寺には四包丁の女の工作は武市の差し金と思われ、「汚れた包丁」呼ばわりされてしまった。
加藤以蔵（包丁鬼 / かとう いぞう）
笹寿司四包丁の一人。四包丁では首領格と呼ばれ、さらに「包丁鬼」の異名を持つ。四回戦の3番勝負で佐治から圧倒的な1勝を挙げるが、最後は甘海老の沖漬けという離れ業をした佐治に敗れ、クビになった。彼が佐治との甘海老勝負の際に笹木に依頼した「エビの住んでいる環境を自然のままに再現する」特注の水槽は、人手や金が桁違いにかかる点を除けば、かつて東京大会で将太が下山との勝負で取った方法と同じだが、将太は「また金にものを言わせて卑怯な事を！」と憤った。
四包丁の女
笹寿司四包丁の紅一点。武市半平と大年寺の勝負の前に、大年寺をホームから突き落とし、電車と接触させたその後、将太は本人と出会い名を知るまで彼女が「高田早苗」だと勘違いし、福岡の市場で見かけ、その確信を強めた。が、どこかで脱落したのか登場しなくなり、連載完結後も名前や素性は明らかにされなかった（この点は単行本ラストで、作者自身もネタにしている）。
月岡アキラ（つきおか あきら）
新潟県代表の職人。関口将太の全国大会第3回戦の相手。
幼少の頃、両親から虐待を受けていたがある時両親を殴り家出する。長岡で浮浪者同然になったところを、伝説の寿司職人「握り克」こと岡田克郎に見込まれ、寿司職人を目指すことになる。岡田に仕込まれた「神の右手」と称するトップクラスの技術を持ち、僅か0.01gの狂いもなく酢飯を握ることができる。
当初は他人を信用せず、「自らがのし上がるために全国大会に勝ち上がる」ということを第一としていたため、将太との最初の勝負で引き分けたことから岡田を見捨て、岡田が心臓発作を起こしたのを無視して将太との二度目の勝負に臨んだが、心遣いの差で敗北したことで岡田と和解、2人で心の寿司作りを目指すようになる。

### 笹寿司
笹木剛志（ささき たけし）
北海道を中心に全国展開するチェーン店「笹寿司」社長の一人息子で、その権力と財力を笠に、子供の頃から非道なふるまいを続けている。『将太の寿司』『全国大会編』のほぼ全編を通しての関口将太の宿敵。寿司を握ることはなく、経営陣に編入される形で家業を手伝っている。
同郷・同業かつ学校も学年も同じだった腐れ縁の将太の優しさに対してコンプレックスを持っており、何かと目の敵にしているため、巴寿司と将太に対して親子揃っての嫌がらせを続け、かつてのクラスメイトたちからも嫌われていた。しかし、上記のような嫌がらせにも決して屈することなく、正当に成長を続ける将太を見ていき、最終決戦中に自分がやっていたことの愚かさに気がついた。
最終話では将太はもちろん大勢の客達からも罵倒される事を覚悟のうえで巴寿司に来店。将太が心を込めて握った寿司を口にして思わず号泣して和解。その後を描いた読み切り『韓国編』では笹寿司韓国支店の苦境を打破すべく将太に協力を依頼する。さらに3年後も将太とは友人であり続けている。現在は改心しているため、東京から北海道進出を狙ってコンクールを開催したりする大手チェーン「寿司熊」の手口を何度も「汚い」と評し、そのたび関口兄妹に突っ込まれている。『2』には登場しない。
佐治ほどではないが、下の名前の読み仮名が初期は「たけし」と「つよし」で不安定だった。ドラマ版では「つよし」である。
テレビドラマ版では父親共々出番が増え、最終回のコンクール決勝にて、2人のチンピラを将太に差し向け暴行を加えようとしたが小政に死守された。その後逮捕され、悪役のまま終わってしまう。
笹寿司の社長
笹木剛志の父で、自ら立ち上げた笹寿司をあの手この手の「汚いやり方」で拡大していき、北海道はおろか、東京にまで進出させるほどの一大チェーンにまで築き上げた。同じ方法で金を積んで巴寿司を傘下に収めようとし、それを拒否されると息子とともに数々の嫌がらせをしてきた。
息子同様将太の成長に比例し嫌がらせをエスカレートさせていったがことごとく失敗。将太の奮起に心を動かされた息子を殴り飛ばすなど最後まで悪役を貫き通したが、買収した傘下の寿司店に暖簾を返され、愛想を尽かした幹部に逃げられると、自ら築き上げていった「笹寿司」を崩壊させてしまった。起死回生を狙い韓国に進出するも上手くいかず、『韓国編』では将太や渡辺久美子が唖然とするほど腰が低い人物に変貌している。
テレビドラマ版では先述通り出番が増え、鳳寿司の乗っ取りさえも企て寿司勝負を行うなどした。最終回では息子の逮捕を受け警察に呼び出され退場、最後まで親子で罪の擦り付け合いをしていた。また、名前は「虎雄」。

### その他の人々
渡辺久美子（わたなべ くみこ）
将太のクラスメイトで、本作のヒロイン。中学卒業と同時に東京へ渡った将太には、離れ離れになっても電話や文通で応援を続けている。
『全国大会編』ではウィーンへの音楽留学を果たす。周囲のレベルの高さや、指が短いことをバカにされスランプに陥ったが、教師の｢ピアノは指で弾く物ではありません！心で弾くものです！｣という言葉により自信を取り戻し、賞を獲るまでに成長する。『全国大会編』の3年後の間に将太と結婚、後の将太朗を授かる。
『2』ではグラマラスな風貌となり、将太朗を育てながら、将太と共に「巴寿司」を切り盛りしている。
ドラマ版では、番組最後の将太によるナレーションは「渡辺」と語りかけるところで始まる。
関口源治（せきぐち げんじ）
将太と美春の父親で、巴寿司の親方。若い頃に東京での修業経験がある。小樽一の寿司屋と評判であったが、笹寿司の妨害に遭って店は凋落、一時は生気を失い酒浸りになっていたが、将太らの励ましによって気力を取り戻し、寿司握りコンテストへの出場を決意する。しかし、笹寿司の工作により海難事故で重傷を負い、将太にコンテスト出場を託す。
将太が東京へ修業に出てからは、帰る家を守るために痛めた身体を押して店を開けている。
将太が全国大会の決勝戦に進んだ日、身体への無理が祟り昏倒、意識不明となってしまうが、将太の優勝が決まったと同時に回復し、大団円に花を添える。番外編にも登場し、そこでの寿司コンクールでの将太との共闘を最後に引退する決意だったが、孫の存在を知り現役続行を決意する。
『2』では巴寿司本店を将太ら夫婦に任せ、自身は漁港近くに屋台を出して寿司を握っている。高齢ながらその腕前は健在である。
関口美春（せきぐち みはる）
将太の妹。父と共に小樽で将太が修業を終えて店を盛り立ててくれる日を心待ちにしている。
関口春子（せきぐち はるこ）
将太と美春の母親。笹寿司の妨害の中、夫・源治を支え続けた。夫同様、料理の腕と知識はなかなかのもの。過労のため若くして逝去。
鶴丸芳喜（つるまる よしき）
関口家とは古くから付き合いのある、「鶴丸水産」を運営する漁師。連載初期は笹寿司への恐怖から、関口家への助力に躊躇していたが、苦労しながらも笹寿司に立ち向かっていく将太に感銘を受け、全面的に協力するようになる。性格は豪快かつ情熱的な感動家で、将太の職人としての大成を自分のことのように喜んだ。
『2』でも漁師を続けており、社長と呼ばれている。
神亀鮨（しんかめずし）
北海道で寿司屋を経営していた男で、笹寿司に良い材料を回してもらっていたが、その対価として多額の代金を支払うか、源治の船に細工をするよう脅され、源治に重傷を負わせた。事故後、笹寿司に店を奪われ、東京の工事現場で働き、家族に仕送りしていた。鳳寿司で偶然将太に出会い過去の悪事を告白し、激昂した将太に殴られそうになるが、征五郎の説得を受けた将太と「マグロ尽くし」を介して和解、工事現場の仲間からの餞別として受け取った屋台を引いて北海道で再起を図る。
その後、仕入れの帰りに笹寿司の嫌がらせに遭っている巴寿司を目撃、「自分のせいだ」と考え、せめてもの償いとして魚河岸に転職し新鮮な魚を黙って巴寿司に届けていた。巴寿司はその魚で一時客足を取り戻したが、「寿司屋なら自分の握った寿司で勝負しろ」と源治に諭されて寿司屋に戻り、巴寿司は再び客を失った。その後将太に協力したい一心で「傷の男」の秘密を探るべく笹寿司の店舗に侵入し傷の男の使う針を発見したが、切島傀に捕まりリンチを受けて、巴寿司の前に放り出される。最終決戦前に源治が倒れた時は他の者達と一緒に源治の眠る病室に向かって声援を送った。
宇崎辰巳（うざき たつみ）
将太とあまり年は変わらないが、築地で知らぬ者はいないという目利きの名人で「百目の辰」の通称を持つ。当初は将太を冷たくあしらっていたものの、その熱意を認めてからは将太の境遇が自分に似ていると感じたこともあり、彼に一番の職人になってほしいという想いを抱くようになり、目利きの技を伝授したり、良い食材を提供したり、助けになる人物を紹介したりと積極的に支援する。
彼の父親もまた目利きの名人であったが、食材を提供した店側のミスで1人の女の子が食中毒で死亡、その責任をなすりつけられたことにより信用を失い、それが元で他界した。彼の父親は、責任を自分になすりつけられたことより娘を死に追いやられた母親の表情が頭から離れないと述べ、死ぬ間際に辰巳に目利きの重要さを諭した。
総合的な面で作中最高レベルの目利きの達人だが、エビに関する下山、マグロに関する清水など、専門分野では彼も一目置く職人も存在する。
前田貴志（まえだ たかし）
母親と死別した少年。母の入院費のため生活が相当に苦しく、親戚が引き取ろうと申し出るほどだが、父を慕い父親の元にいようとする。父のため少ない小遣いで父にマグロの寿司を出すよう将太に依頼した。将太を兄のように慕っている。母の思い出の卵焼きが好物。
貴志の父
妻・冴子とは死別。借金を抱えて生活は苦しいが、男手一つで息子を育てている。船に乗っていた経験があり、世話になった将太のために嵐の中で漁をしたりする。貴志の学校の弁当も彼が作るが、忙しさのため納豆だけの弁当を作ったことが原因で貴志はしばらく苛めに遭った。
ドラマ版では良い夫ではなかったらしく、妻とは別れており（その後事故死）、それが貴志の心に傷を残している。
北川潤一（きたがわ じゅんいち）
大和寿司の親方の息子。中国残留孤児。中国の内陸部・吉林省で中華料理店を経営する常夫妻に拾われて育てられ、跡取りとなっている。後に親方を中国に招き、その寿司屋の経営を助けている。中国で経営不振に陥った親方の寿司屋を立て直すべく日本の将太に応援を依頼する。
米村昌幸（よねむら まさゆき）
大手寿司チェーン「寿しとぴあ」の社長。若い頃富寿司の親方のやり方に反発して店を飛び出し、格安豪華弁当をひっ提げて富寿司の親方と将太にひな祭り対決を挑むものの敗れ、食べる人の心を教えられて反省し富寿司の親方と和解する。
伏見直子（ふしみ なおこ）
鳳寿司の常連客・加藤の孫娘。体調を崩して入院し、家族に好きだった寿司を止められた祖父を将太の貝の寿司で救ってもらったことをきっかけに将太に惚れている。鳳寿司の慰安旅行に同行したり、飛男と共に全国大会決勝戦の応援に行くなどしている。同い年という事もあってか、将太以外では飛男と行動する事が多く、連載終了後の韓国編冒頭でも飛男と共に小樽の巴寿司を訪ねている。
雅子の父
雅子の父親。豆腐職人であり、谷中にある老舗の豆腐料理屋を営む。自分の作る豆腐の味が落ちてきたことに気づかず、妻に苦労させた経験から、職人は一流でなければならないという信条を持ち、一流の料理人である高山信一郎との婚約が雅子にとって良いと考え、縁談を進める。雅子から（縁談を断る口実に）小政を婚約者として紹介された際、小政の寿司を食べ「一流ではない」という理由で認めなかったが、高山が小政との勝負に敗れ本性をあらわにしたため見切りをつけ、小政を雅子の婚約者と認めた。
丸川源介（まるかわ げんすけ）
高級寿司チェーン「大王鮨」の会長。息子の春樹にチェーンの社長を譲っている。叶崎精二郎と関口将太の対決の審査員を務める。おいしいものを食べると体中に鳥肌が立つ。力寿司を冷徹な手段で乗っ取ろうとした息子を厳しくたしなめる。
準決勝でも将太に協力したが、その後は登場しない。
丸川春樹（まるかわ はるき）
高級寿司チェーン「大王鮨」の社長。大阪弁を話す。MBAまで習得した経営のプロであり、合理的な思考のもと、冷徹な経営術で大王鮨を大手の全国チェーンまで拡大した。自らの利益のためなら手段を選ばない一面も持ち、力寿司を手に入れるため坂田との寿司勝負を行い、高級な材料を使った寿司を作らせたが坂田や将太の低価格の材料で創意工夫をした寿司に敗れる。
岡田克郎（おかだ かつろう）
月岡アキラの師匠。若い頃は日本一の寿司職人「握り克」と言われていた。
流れの職人の頃、鳳寿司で働いていた時、その技術の高さで鳳寿司の客や若い職人たちを驚かせ、征五郎を除く鳳寿司の職人全員（政や秀、佐治たちはまだいない）を引き抜き、鳳寿司を辞め独立した。開店当初は連日満員だったが、次第に客足が遠のき閉店し、客や職人は鳳寿司に戻った。この挫折がきっかけで昼夜問わず酒を呑むようになり、心臓を悪くした上に腕が利かなくなり、職人を辞めた。全国大会第三回戦の最中に心臓麻痺で倒れたところを将太に助けられる。
征五郎が客の好みや体調、食欲の有無に気を使って寿司を握っていたのに対し、岡田は己の技術を誇っており、自分の思い通りの寿司を握っていれば客は満足してくれると考えていた。アキラに技術ばかりを指導してきたが、将太に助けられたことで、それが間違いだと気付く。
アキラに一度は見捨てられながらも、アキラが自分の二の舞にならぬように将太に懇願したほどにアキラを思っており、後に2人で心の寿司作りを目指すようになる。
加納弥平（かのう やへい）
「加納鮨」の親方。築地で働く人間の中では伝説的な目利きの達人で、その目利きは辰をも凌ぎ、隠してある最高級アワビさえ嗅ぎ付けてしまう能力がある。東京大空襲で店と後継者の息子正平を失った。佐治との決勝を控えた将太を後継者と見定め、目利きを鍛える。
田辺容堂（たなべ ようどう）
人間国宝の刀鍛冶職人。東京大会の優勝賞品である4本の包丁をもらい恐縮する将太に対し、包丁は宝物ではなく使ってこそ意味があると言った。
有津柿太郎（ありつ かきたろう）
人間国宝の焼物職人、全国大会決勝戦の審査員も務めた。課題用として提供した1枚500万円の皿を切島由太に割られ謝罪する将太に対し「皿は使うためにある、使えば割れるのは当然」と言って許し、代わりに課題用の皿以上の価値のある白い皿を貸し与えた。
切島由太と切島傀の父親
長崎の寿司割烹「きりしま」を営む寿司職人。子である由太と傀に折檻も含めたスパルタ式の厳しい修業を行っていた。代々切島家に伝わる針麻酔の奥義継承に兄弟で挑戦させたが失敗したため傀を罵倒し、激高して我を忘れた傀により入水自殺の道連れとなった。
溝口安二郎（柏手の安 / みぞぐち やすじろう）
新人寿司職人コンクールの東京大会では審査委員長を務め、コンクール後も度々登場する食通。全国握り寿司協会創立者の息子であり、会長でもある。小さい頃から修業を積んだエリートで、味覚は同じ素材の1時間の鮮度差を見破るほどに鋭い。「柏手の安」という通り名を持っており、幼い頃からうまい物を食べるとつい「パァン!」と柏手を打ってしまう（雅子には「上手いぞパァン！の柏手の安」とも呼ばれた。本人はこの癖を恥ずかしく思っている）。穏和な性格で、清水哲也の妹の危篤のためコンクールをすっぽかした将太たちを見逃す度量もあるが、不正行為や不誠実な仕事には厳しい。有津の元に共に行ったり深夜まで将太の目利きを見届けるなど、将太に若干甘い。
『2』では審査委員長を退任し、武藤と共に全日本寿司協会の要職を務めている。握り寿司協会会長としての状況は不明。将太と佐治に寿司協会の会長職を要請したが固辞されており、「二人とも、自分の修業もいいが、後進の育成もやってもらわなければ困りますよ」と苦笑した。
東京大会決勝の審査員
コンクール決勝戦の寿司の審査を担当する四人の寿司職人達。決勝戦の一人前勝負では、審査員一人がそれぞれ一人の出場者の寿司の試食を担当し、審査委員長の安二郎のみが全員の寿司を試食する。名前は一人が「加藤審査員」と呼ばれていたのみである。加藤ともう一人がくだらない駄洒落を飛ばし辰に呆れられた。
船津と渋田
コンクール東京大会決勝戦を観に来ていた観客のうち2人。船津は渋田をさん付けで呼び、独特の関西弁で話す。将太が一見劣勢になる度に「あかんたれ」等とこき下ろしているが、その度に大政による強烈な制裁を受けている。プレーオフではパンチで窓の外にまで飛ばされた。一度清水を馬鹿にし初美を怒らせた。
武藤鶴栄（料理人殺し/むとう つるえ）
東京大会に優勝した将太の前に現れてからたびたび無理難題を吹っ掛ける食通で、「探味塾」塾頭。辛辣極まりない評論で「料理人殺し（りょうりにんキラー）」と呼ばれ恐れられている。その異名の通り、生半可な料理を出す料理人に対しては二度と復帰できなくなるほどの社会的評価を下すが、料理に対する知識量と味覚の水準は極めて高い。息子・剛に職人として厳しい修行を課し、婚約者との仲を無理に引き裂いたため剛とは不仲であり、和解することはなかった。
『全国大会編』では審査員としてたびたび登場し、将太たち出場者に難題を課す。
当初はアボカド寿司を食べに来た外国人に「味も分からない野蛮人」と目の前で罵り、「寿司は日本料理や中華に遠く及ばない」と寿司業界をけなしたり（溝口は挑発と推察していた）と悪人として登場。紺屋碧悟を担ぎ出して将太と対決させ、碧悟が不正をしたために、審査員だった作家・水上勉太郎から一時評論を慎むよう宣告された。その後も将太を潰すためたびたび難題を課していたが、大和寿司の一件で己の愚かさに気づき、反省した。それ以降は厳しい態度こそ変わらないものの以前のような妨害をすることはなく、純粋に将太の成長を願い、見守っている。佐治との一戦での溝口の「どう見ても将太に状況は不利」という呟きに対して「関口将太はきっと負けん」と将太の腕を認めた。最終話で新作を出版するが、題名は『将太の寿司』だった（さらに、その本に帯に書かれた文句はマガジンKCの最後に列挙されている宣伝文句と同じ）。その印税を小切手にして「モデル代」と称して巴寿司に渡し、借金返済の原資にさせる。
目を付けた料理人への厳しい態度は、その者の成長を願う心からくるものである。これは、自身が東京にいた間に、故郷の港町が都市開発による環境破壊のため、豊かな自然と豊穣な食材・料理が完全に消え去ったことに心底落胆した経験があるからである。そのため、単に料理人をこき下ろすのではなく、認めた料理は正当に評価するほか、水準に達しない料理であっても評価を受け入れ向上心を持つ者にはヒントを与え再挑戦の場を与えたりもする。しかし武藤自身はそれを敢えて口や態度に表すことは無いため理解者は少ない。
『2』では溝口と共に将太と佐治に会長職を要請したが固辞している。
岩崎民次（識味/いわさき たみじ）
全日本寿司協会会長で、全国大会決勝の審査員長として登場。85歳。「識味（あじしる）」の異名を持つ。プライドの高い武藤ですら頭の上がらない大人物。4人の付き人がおり、個人名はないものの、彼らも武藤や溝口を審査員の末席に座らせる程。
15歳で寿司の道に入って70年が経過している。寿司職人だった若い頃に激務と修業によって盲目となっており、異常なまでの感覚を体得している。特に味覚は「絶対味覚」と呼ばれ、武藤や溝口でさえ言われないと感づかない、ほんの僅かな味の差異を敏感に感じ取る。嗅覚も多数の弁当に埋もれた焼肉弁当の存在を嗅ぎ当て、触っただけでクロシブダイとシロシブダイを区別するなど、味覚以外の感覚も凄まじい。
常に目を閉じているが、真にうまいものを食べた時のみ目が開き、眉を跳ね上げる反応を示す（識味の眉《あじしるのまゆ》、うまさによって片眉・両眉と差があるが、両眉を上げたのは30年近くないという）。

### 『将太の寿司2 World Stage』の登場人物
佐治将太（さじ しょうた）
『2』のダブル主人公の一人で佐治安人の一人息子。20歳前後とみられる。安人のアバンチュールで生を受けた子供であり、出生を知らされず母によって育て上げられるも母が死亡したことで、遺言に従い父の許を訊ねてきた。本当に安人の子か確認されたわけではないが、安人自身は初めて会った時点で紛う事なき血のつながりを感じた。寿司作りの経験を重ねており、将太朗より半年ほど早く鳳寿司のツケ場に入った。性格がいい加減で魚の塩の加減も「どうせそんな些細な味の違いが分かる客なんて滅多にいない」と言い放つ問題児。さらには就労ビザの存在さえ知らずにフランスへ経ってしまうほど能天気。だが佐治もあまり強く言えず、慎吾と飛男に「親方の息子じゃなければ殴ってる」と言わしめる。しかし、その傲岸不遜で根拠のない自信に満ちた性格は、若き日の佐治に共通するものがあると言われる。性格が真反対とも言える将太朗とは相容れず、諍いが絶えない。
デュカスの暴言や彼の作る「寿司とは呼べない寿司」に腹を立て、世界に日本の寿司を知らしめるためと豪語し、就労ビザを取らずにフランス・パリへ飛び立つ。
パリでの活動は別項を参照のこと。
「瑞穂」技能試験では醤油とワサビ抜きの赤身マグロ寿司を少量の赤ワインと共に味わって、素材そのものの旨味を引き出す「将太の寿司」を披露し寿司マイスターに任命されるが、辞退して会場より逃亡、就労ビザを収得してモナミ寿司に凱旋した。
関口将太朗（せきぐち しょうたろう）
『2』のダブル主人公の一人で関口将太の18-19歳の一人息子。幼少から巴寿司のツケ場に入り親譲りの頭角を見せる。父の計らいで鳳寿司へ修業に出た。
父親の中学時代のような真面目さが顔に出る性格で、店では半年先輩の佐治将太とは諍いが絶えず、複雑な感情を抱いている。父親と親方の名前でもあるため佐治将太を「将太(仮)さん」と呼んだりしているが、終盤では普通に「将太さん」と呼ぶようになった。モテモテ度も父親譲り。
ダビッド・デュカス
「日本の寿司を殲滅するため」にやって来た謎のフランス人の寿司職人。味覚と料理センスは本物の天才だが、伝統を罵倒する言動が多い。寿司コンクールで欧米では一般的だが日本では斬新な寿司（酢飯ではなくポレンタを使ったり、形も大きく違っているもの）を作るが、審査員から「おいしいが、寿司とはいえない」と失格扱いされ、「旧態依然でガラパゴス化した日本の寿司はいずれ滅びる」と言い捨てて帰って行った。1週間後に再来日し銀座で個人寿司職人向けの巨大寿司店「GENESIS（ジェネシス）」を立ち上げる。
イノベーションを至上とした合理主義思想であり、日本の寿司屋を毛嫌いするのも、日本特有の年功序列制・批判を封じる封権的体質（経営者の高齢化や後継者不足、魚の乱獲による物価高騰などで悩みながら伝統に固執する姿勢）を好ましく思っていないためである。反面、佐治安人とは強い友好性を示している。
実は裏では大年寺率いる寿司協会と繋がっており、「瑞穂」プロジェクトにも水面下で協力していた模様。佐治将太や将太朗ら日本の若手職人達の活躍を見届けて「日本の寿司は変わって行き、それがやがて世界のSUSHIをも変えて行く」事を確信する。
千成駒子（せんなり こまこ）
ダビッド・デュカスと共にフランス・パリで寿司屋を営んでいる日本人女性。日本の寿司の伝統を見下すデュカスの思想に共感し自らの老舗寿司店を自滅・倒産させる経営者を憎悪する一方、その部下・家族・常連客の行く末を案ずるやさしさを持っている。
単なる共同経営者であるため、結局は「お金さえ儲かればなんでもいい」と語っているが、鳳寿司に対しては、「商売抜きならおたくの寿司が一番好き」と好意的。実はデュカスと寿司協会が裏で繋がっている事は聞いていなかった。
サハル
「GENESIS（ジェネシス）」で働く中東方面出身の女性寿司職人。経験の浅い新人だが「大切なのは技術よりも心」という思いを持ちその情熱とセンス、初顔合わせの客に緊張させてしまう欠点を補う率直な性格、独創性と客一人一人の細かい情報収集力で店のナンバー1職人の座に立っている。初登場時までの半年間で200の洋風日替わり寿司を習得している。自腹でジェネシスに単身来店してきた将太朗に一目惚れし、恋愛関係を通じて同盟を結び、岩田の親方に「岩寿司」の立て直しのノウハウを提案し、商売繁盛へと導いた。その後も非常識な男性客トリオによるストーカーに悩まされなどがあったが店のナンバー1職人の座を守り続け契約期間を終えてジェネシスを去った。が、最終話の3年後にはパリで将太朗と再会した。
父親はパリでファストフード専門の屋台を経営しており、チンピラに絡まれた西堀と将太を救出している。
アラン
「GENESIS（ジェネシス）」で働く武闘派で大柄な男性外国人。不愛想であるため寿司職人には不向きではあるが、雑用と警備を合わせた役割で店内の安全を守っている。2度目の登場時は、サハルに対する非常識な男性客トリオのセクハラ発言を地獄耳で索敵し、自らの体格と鋭い眼光でそれを排除する強い存在感を持つ。
謎の非常識な男性客トリオ
「GENESIS（ジェネシス）」の元常連客。サハルにセクハラをした事で、アランによって店から排除されたが、その後も懲りずにサハルへのストーカー行為を続けた。メタボリック体格の一人はマゾヒストで、彼女のソバット（実際は左上段回し蹴りである）なら喰らいたいと豪語するほどでもある。
岩田の親方
「GENESIS（ジェネシス）」の近くにある創業25年の老舗寿司店「岩寿司」の親方。職人歴40年のベテランであるが、商売敵「GENESIS（ジェネシス）」に入店した真治を連れ戻そうとしたが固辞されて苦悩している。
岩田真治（いわた しんじ）
岩寿司の跡取り息子。幼い頃から魚の目利きを修得しながら親方を支えてきた。岩寿司の立て直しのために、親方の反対を押し切って「GENESIS（ジェネシス）」に入店、サハルからランキングトップを奪おうとするものの、仏頂面と独りよがりさが災いし逆に指名が全くなく苦戦する。その最中にサハルが親方直伝の「トントン寿司」を店頭に出したのを見て「手本にすべきは親方の寿司」と思い直し、彼女と講和を結び岩寿司再建に向けた看板メニューである生アナゴ塩レモン〆の握り（素材はサハルのペットであるはずの大型アナゴ「大五郎」）を開発。父親と共に店を支える決意を胸に岩寿司へ凱旋した。
小林啓吾（こばやし けいご）
経済産業省クールジャパン戦略室に所属し、大年寺三郎太と共に「瑞穂」プロジェクトでジェネシスに宣戦布告する計画を立てている。毎日20店以上の大型寿司店を訪問しては試食に回る程の活動的かつ大食いでもある。女性公務員の部下を伴うことが多い。最終話に1コマ、部下の女性と共に登場する。
「瑞穂」の技能試験での審査では、厳格な裁定を下す（理念はデュカスと同じ独創性の向上であり、伝統に固執するだけの寿司職人を排除の対象とする）。
清水健一郎（しみず けんいちろう）
清水哲也の跡取り息子で将太世代の東京寿司職人。トップクラスの腕前を誇る。父親の哲也よりプライドが高い性格で、佐治将太の自慢話である「ここにいる誰よりも寿司を喰っている」に激高し彼と小競り合いになった。引退した父親の跡を継ぎ、マグロの仕入れを任されたばかりだが、その知識は既に父親をも上回っている。税金と自己満足で寿司を食いまくる小林啓吾と、浅い経験でジェネシスのナンバーワンとなっているサハルに畏敬の念を持つ。
「瑞穂」技能試験ではドライエイジング（乾燥熟成）製法のマグロ寿司「ザ・マグロ」を披露し、寿司マイスターとなった（ただし将太の辞退による繰り上げである）。
紺屋翠（こうや あきら）
紺屋碧悟の跡取り息子で将太世代の東京寿司職人。プライドが至って高い性格で、佐治将太の自慢話である「魚の図鑑と市場の魚屋見学で修業をした」を完全に見下した。厳格な客の選別で裕福層と小林啓吾をはじめとする政府関係者を客層に置く等の傲慢かつ野心的な性格は、既に改心した父親の碧悟でも成す術がない。慎吾は父親の一件もあって、「親父同様何だか嫌な感じ」と表現した。しかし、傲慢ではあるが父親とは違い卑怯な手を使うことはなく、健一郎達と普通に談笑する人間性や、自分達より一段上の評価をもらった佐治将太の寿司を素直に認める潔さを持つ。
「瑞穂」技能試験では燻し炭をトロ寿司と共に容器に閉じ込めて香りを移すマグロ寿司「高踏派の寿司（スシ・パルナシアン）」を披露した。
最終話では「瑞穂」の屋台骨を支えながら世界にも目を向けているとの事（奥万倉も同行した）。
奥万倉大斗（おくまぐら ひろと）
奥万倉新一の跡取り息子で将太世代の東京寿司職人。2歳の時に父親から包丁捌きの手ほどきを受けており、その技術は父親を上回っている。
父同様、跡取り四人組の中では最も落ち着いた性格で客観性も持ち合わせ、他の面々が単なるおちょくりとしか取らなかった佐治将太の「一番寿司を食ってる」という言葉も冷静に分析した(それを聞いた秀吉も同調した)。
「瑞穂」技能試験では包丁細工で赤身とトロを立方体に組み合わせた手毬マグロ寿司「綺遊舞（キューブ⇒きゆうぶ）」を披露した。
木下秀吉（きのした ひできち）
木下藤吉の跡取り息子で将太世代の東京寿司職人。サハルと同じく「郷に入らば郷に従え」の心で外国人向けの寿司を作り続けている。
技術的にはまだ他の3人より粗削りで、本人も「マグロに関しては清水のアニキにかなわないし、包丁技術で奥万倉さんの上に立とうとも思ってない」と認めている。
「瑞穂」技能試験ではクロスを撤去して磨き上げたテーブル全体にマグロ寿司とクリーム・ソースを敷き詰めプレゼンに力を入れた「COSMO SUSHI」を披露した。
西堀順一（にしぼり じゅんいち）
フランス・パリに滞在経験のある実在のエッセイ漫画家がモデル。将太より一年前にバンド・デシネの修業のためワーキング・ホリデーでフランス・パリを旅行する青年。チンピラに絡まれたところを将太に助けられ（実際は前述のとおり、サハルの父親に救出された）、交友関係を通じて「モナミ鮨」の立て直しを手伝っている。普段は「響子食品」という日本食材店でアルバイトをしている。エマからは「ジャン」と呼ばれている。
最終話の三年後、売れっ子漫画家となりイラストレーターとして引き続きパリに滞在。
斎藤奈々未（さいとう ななみ）
西堀順一の友人で、ピアノの勉強のためにワーキング・ホリデーでフランス・パリを旅行する若い女性。マリーとの初対面早々毒舌を喰らった。
阿部茜（あべ あかね）
斎藤奈々未の友人で、デザインの勉強のためにワーキング・ホリデーでフランス・パリを旅行する若い女性。斎藤奈々未と共にマリーから毒舌を喰らった。
エマ
西堀順一と共に「響子食品」という日本食材店でアルバイトをしている若い女性。商品をいじりまくり、西堀順一の家に居候する将太に厳しくあたる。
小谷清志郎（こたに せいしろう）
フランス・パリに居を構える「モナミ鮨」の初代店主。若いころは日本大使館付き料理人として同地で働いていた。退職後は妻と共に「モナミ鮨」を開店したが、困窮と無理が続いた末に妻がいち早く死去した。酒浸りとなり一人娘のナオミが家出して孤独の人生を送っていたが、マリーを引き取り店を続けた。「HI-SHUSHI」の卑劣な乗っ取りに苦しみ、入院に至る。マリーの紹介を受けた将太と出会い、マリーの世話と店の経営を彼に託す。
ナオミ
小谷清志郎の一人娘。15歳の時に酒浸りの父親に愛想をつかして家出し、現在も消息不明となっている。
マリー
小谷清志郎の孫娘で「モナミ鮨」の2代目店主。10歳。クロスガードの使用など格闘技の実力が高い。ライバルの「HI-SUSHI」の卑劣な乗っ取りに苦しんでいる。ナオミの娘らしいが、父親の顔を知らず母親に捨てられ、小谷清志郎の元を訪れそのまま彼に育てられた。その2つの影響で毒舌家かつ攻撃的な性格をしており、誰に対しても物怖じせずに厳しくあたる。反面、常連客の意見には弱い。「モナミ鮨」を守った将太を礼の意味で正式な従業員として雇用したが、彼への毒舌は最後まで止む事はなかった（当初はスカート・ハイヒールを履いていたが、ジャパンフェスタ当日以降は長ズボン・スニーカー履きに切り替えており更なる行動派の装いを見せている）。しかし一方で、食事中には可愛い表情をしたり、地元漁師たちとの一本釣り交渉に失敗して落ち込んだ将太を悲しそうに慰めるといった、少女らしい一面も時折見受けられた。
最終話の3年後には、ショートヘアかつ大人びた体格に変化し、加えて当初の攻撃的な性格から一転して笑顔が多い接客が続いている。親方となったソフィーとその後見人の将太・二人の助手と共に「モナミ寿司」を切り盛りしている。
風間アキラ（かざま アキラ）
コンペタンス・エ・タラン（能力と才能）という長期滞在（ワーキング・ホリデーの3倍の滞在期間が許可され、1回のみの更新で最大6年間滞在可能）とフル就業可能な特殊ビザでフランス・パリでフレンチの修業を積んでいる青年。今回のフェットに参加した将太と出会い、滞在許可証発行の仲介役として将太と行動を共にする。鉄道やドライブが趣味な行動派であり、TGVで将太とマリーをブルターニュに連れて行き、将太の鱸の確保に貢献した。更に面倒見の良い性格は、毒舌家かつ攻撃的な性格であるマリーですら頭が上がらない。
幼い頃母親を亡くし新潟県の田舎の親戚に引き取られたが、郷土料理に明け暮れる日々が続いていた最中にテレビ番組での見よう見まねで作った洋食がフレンチ志願の始まりであった。
アンヌ
若年にてミシュランの高い星を獲得した女性シェフで風間の雇用主。風間の紹介により来店した将太に特別料理である「鱸のポワレ」を試食させ、滞在許可証発行試験を開始する。役人にも顔が利く程の大物でもある。素材確保の為に暇を見てヨーロッパのほとんどを訪問する行動力を持つ。
本作では苗字は出ず名前のみであるが、実は『ミスター味っ子II』の登場人物・下仲アンヌと同一人物であり、最終話では同作の主人公味吉陽太（「初代ミスター味っ子」味吉陽一の息子）を「モナミ鮨」に誘っている。
ペイユ
フランス・ブルターニュの海岸に居を構え、鱸の一本釣り漁を営む老漁師。将太との初対面では鱸の譲渡を拒否したが、一晩座り込みを続けた彼の根性を認め一本釣り漁に同行させる。倅を亡くしており消極的・惰性での仕事を続けている。その最中に将太が決死の覚悟で確保した鱸の寿司に共鳴し、魚を「モナミ鮨」に届ける事を約束。倅の分まで魚を獲り続ける決意を胸に現役復帰する。当初将太と対立した地元漁師4人も一本釣り漁を始める決意を胸に彼と和解した。
ルイ
フランス・ブルターニュに居を構えているレストランのシェフ。ペイユから買い取った鱸で「鱸のポワレ」を看板メニューとしている。ペイユと同じく将太が決死の覚悟で確保した鱸の寿司に共鳴し、一本釣り漁を取り入れた経営を決意する。
ソフィー
「モナミ鮨」の配膳係。経営難に伴い一時休職していたが、ジャパンフェスタでの寿司売上げ対決をきっかけに、マリーの留守番を兼ねて復帰した。2人の労働局役員にお茶をかけ、ぐちゃぐちゃな寿司で相手を呆れさせる等の奇策「水遁の術」で捕まりかけた将太を逃す。ピエールからは「嵐のソフィー」と呼ばれている。
その出来事をきっかけに我流で寿司修業を積み、最終話では将太の後見を受け親方となり二人の助手を雇用。
ピエール
アート関連の仕事をしている「モナミ鮨」の常連客。ほかに4人の常連客がいる。将太に店の立て直しを依頼し、ジャパンフェスタでは屋台確保に努め、さらにマリーの反対を押し切って将太の手毬寿司を支持した。勝負では、将太の指揮下で手毬寿司を常連客総動員で握る。
セイボン・トレービア
フランス人グルマン。自らをフランスの須原椎造と呼んでいる。
モナミSUSHI
全日本プロレスに所属する実在のマスクマンがモデル。正統派を目指しているがうまくいっておらず、フランスでの巡業中に将太の奇策に利用され、マスクマンとなった。初のサイン会をきっかけに、人気レスラーの一員へと進化した。その礼の意味で、ジャパンフェスタでの寿司売上げ対決の終盤に「全日本プロレス腹ぺこ部隊」のメンバーとして、セイボン・トレービアに続き「モナミ鮨」の売り上げに協力しHI-SUSHI相手に肉薄するきっかけを作った。帰国後の動向は不明。
実在のSUSHI本人がこのキャラクターに対してヤジを入れたことで作者と対立、後に和解した。
ダニー・K
フランス・パリを拠点にチェーン店を増やす「HI-SUSHI」の店長。アジア系の寿司職人で渾名である。「モナミ鮨」の乗っ取りをもくろみ、店主を入院に追いやる。
かつて日本で寿司修業をした過去があるが、日本人寿司職人がパリで失敗して逃げ帰ったことで傷つき、日本人嫌いとなった。また、「日本人以外の作る寿司は偽物」という旨の発言を気にしている描写もある。
ジャパンフェスタでの寿司売り上げ対決では、「モナミSUSHI」の宣伝に対抗し、空飛ぶSUSHIマシーンでのサービスで「モナミ寿司」の肉薄を振り切り20ユーロー差で寿司売り上げを制した。が、将太の「お寿司の学校」の将来性を認め、特に「モナミSUSHI」の宣伝でジャパンフェスタの売り上げが例年よりも5割以上に伸びたため、礼の意味でモナミ寿司の乗っ取りを中止した（部下には将太を利用して店の宣伝にしようと説得した）。
なお、初登場ではスーツ姿だったが、ジャパンフェスタ以降は私服に切り替えており、「HI-SUSHI」の店長を務める一方、「モナミ寿司」の常連客としての一面も見受けられた。
味吉陽一
味吉陽太
いずれも『ミスター味っ子』及び『ミスター味っ子II』からのゲスト出演。共に最終話にて登場。

## 書誌情報

### 単行本
- 寺沢大介 『将太の寿司』 講談社〈講談社コミックス〉、全27巻
  1. 1992年7月13日発売[5]、ISBN 4-06-311811-8
  2. 1992年8月6日発売[6]、ISBN 4-06-311819-3
  3. 1992年11月13日発売[7]、ISBN 4-06-311844-4
  4. 1993年1月12日発売[8]、ISBN 4-06-311864-9
  5. 1993年4月14日発売[9]、ISBN 4-06-311893-2
  6. 1993年6月7日発売[10]、ISBN 4-06-311912-2
  7. 1993年9月13日発売[11]、ISBN 4-06-311940-8
  8. 1993年11月12日発売[12]、ISBN 4-06-311959-9
  9. 1994年2月15日発売[13]、ISBN 4-06-311988-2
  10. 1994年4月13日発売[14]、ISBN 4-06-312008-2
  11. 1994年7月12日発売[15]、ISBN 4-06-312035-X
  12. 1994年9月13日発売[16]、ISBN 4-06-312051-1
  13. 1994年11月9日発売[17]、ISBN 4-06-312071-6
  14. 1995年2月10日発売[18]、ISBN 4-06-312105-4
  15. 1995年5月11日発売[19]、ISBN 4-06-312138-0
  16. 1995年7月11日発売[20]、ISBN 4-06-312156-9
  17. 1995年10月9日発売[21]、ISBN 4-06-312187-9
  18. 1996年1月13日発売[22]、ISBN 4-06-312187-9
  19. 1996年3月14日発売[23]、ISBN 4-06-312243-3
  20. 1996年5月14日発売[24]、ISBN 4-06-312268-9
  21. 1996年6月14日発売[25]、ISBN 4-06-312280-8
  22. 1996年8月9日発売[26]、ISBN 4-06-312303-0
  23. 1996年10月15日発売[27]、ISBN 4-06-312329-4
  24. 1996年12月11日発売[28]、ISBN 4-06-312350-2
  25. 1997年2月14日発売[29]、ISBN 4-06-312372-3
  26. 1997年5月14日発売[30]、ISBN 4-06-312405-3
  27. 1997年7月15日発売[31]、ISBN 4-06-312430-4
- 寺沢大介 『将太の寿司〜全国大会編〜』 講談社〈講談社コミックス〉、全17巻
  1. 1997年9月13日発売[32]、ISBN 4-06-312457-6
  2. 1997年11月14日発売[33]、ISBN 4-06-312483-5
  3. 1998年1月13日発売[34]、ISBN 4-06-312504-1
  4. 1998年3月13日発売[35]、ISBN 4-06-312524-6
  5. 1998年6月15日発売[36]、ISBN 4-06-312561-0
  6. 1998年8月10日発売[37]、ISBN 4-06-312584-X
  7. 1998年10月14日発売[38]、ISBN 4-06-312608-0
  8. 1999年1月12日発売[39]、ISBN 4-06-312644-7
  9. 1999年3月15日発売[40]、ISBN 4-06-312666-8
  10. 1999年5月14日発売[41]、ISBN 4-06-312689-7
  11. 1999年7月14日発売[42]、ISBN 4-06-312713-3
  12. 1999年9月13日発売[43]、ISBN 4-06-312735-4
  13. 1999年12月13日発売[44]、ISBN 4-06-312786-9
  14. 2000年2月15日発売[45]、ISBN 4-06-312802-4
  15. 2000年5月15日発売[46]、ISBN 4-06-312840-7
  16. 2000年7月14日発売[47]、ISBN 4-06-312859-8
  17. 2000年10月14日発売[48]、ISBN 4-06-312890-3
- 寺沢大介 『将太の寿司2 World Stage』 講談社〈イブニングKC〉、全4巻
  1. 2014年3月20日発売[49]、ISBN 978-4-06-354504-3
  2. 2014年7月23日発売[50]、ISBN 978-4-06-354527-2
  3. 2015年1月23日発売[51]、ISBN 978-4-06-354552-4
  4. 2015年6月23日発売[52]、ISBN 978-4-06-354573-9

### 文庫
- 寺沢大介『将太の寿司』 講談社〈講談社漫画文庫〉、全14巻
  1. マグロ尽くし編、2002年04月12日発売[53]、ISBN 978-4-06-360222-7
  2. アナゴ握り編、2002年04月12日発売[54]、ISBN 978-4-06-360223-4
  3. ちらし寿司祭り編、2002年05月10日発売[55]、ISBN 978-4-06-360237-1
  4. エビ握り対決編、2002年05月10日発売[56]、ISBN 978-4-06-360238-8
  5. 黄金のサバ寿司編、2002年06月04日発売[57]、ISBN 978-4-06-360259-3
  6. カツオ握り勝負編、2002年06月04日発売[58]、ISBN 978-4-06-360260-9
  7. 愛の芽ネギ寿司編、2002年07月12日発売[59]、ISBN 978-4-06-360287-6
  8. タコの桜煮編、2002年07月04日発売[60]、ISBN 978-4-06-360288-3
  9. ヒラメ尽くし編、2002年08月09日発売[61]、ISBN 978-4-06-360319-4
  10. アボカド巻き編、2002年08月09日発売[62]、ISBN 978-4-06-360320-0
  11. 夢の太巻き編、2002年09月12日発売[63]、ISBN 978-4-06-360355-2
  12. アユの姿寿司編、2002年09月12日発売[64]、ISBN 978-4-06-360356-9
  13. 和解のマグロ編、2002年10月11日発売[65]、ISBN 978-4-06-360375-0
  14. 駆け出し職人編、2002年10月11日発売[66]、ISBN 978-4-06-360376-7

- 寺沢大介『将太の寿司 全国大会編』 講談社〈講談社漫画文庫〉、全8巻
  1. 庖丁塚・切ツケ勝負!、2003年02月08日発売[67]、ISBN 978-4-06-360470-2
  2. 那智大滝・マグロ尽くし!、2003年02月08日発売[68]、ISBN 978-4-06-360471-9
  3. 鯛の島・タイ尽くし!、2003年03月12日発売[69]、ISBN 978-4-06-360510-5
  4. 明石海峡・タコ勝負!、2003年03月12日発売[70]、ISBN 978-4-06-360511-2
  5. 鳳寿司・エビ問答、2003年04月11日発売[71]、ISBN 978-4-06-360523-5
  6. 速吸瀬戸・海選び勝負!、2003年04月11日発売[72]、ISBN 978-4-06-360524-2
  7. 虹の松原・巻き寿司勝負!、2003年05月09日発売[73]、ISBN 978-4-06-360534-1
  8. 最終決戦・寿司十品勝負!、2003年05月09日発売[74]、ISBN 978-4-06-360535-8

### 小説
- 遊生草平（著） / 寺沢大介（絵） 『将太の寿司 子連れ将太〜みちのく激闘編〜』 講談社〈マガジン・ノベルス〉、1996年12月20日発売[75]、ISBN 4-06-324317-6

## テレビドラマ
1996年4月19日から9月20日まで、フジテレビで金曜20時（金曜 19時58分 - 20時54分）から全16話放送された。平均視聴率11.1%。柏原崇の初主演作であり、前クールの『白線流し』から連続してフジテレビドラマに出演し、かつ高校生役（本作では裸眼でブレザーの制服姿）を1話で引き続き演じることになった。エンディングでは「寿司クイズ」として寿司に関するクイズが放送され、次回予告後に解答が発表された。また、寿司クイズの代わりに視聴者プレゼントを行ったこともあった。
放送終了後、日本国内ではビデオソフト（VHS・DVD）化が一切されておらず、サウンドトラックCDのみ発売された。台湾ではビデオCDが発売されているが、正規許諾を得ているのかは不明である。
2017年10月から、ファミリー劇場にて再放送が行われた。
当時、ヤクルト・横浜（現：DeNA）・中日戦（主に神宮球場・横浜スタジアム・ナゴヤ球場での対巨人戦ホームゲーム。中日戦は東海テレビと共同制作）を中心としたプロ野球の中継（さらに関西テレビでは阪神・オリックス・近鉄戦に、東海テレビでは中日戦（前述の巨人戦以外）、テレビ新広島では広島戦に、テレビ西日本ではダイエー（現：ソフトバンク）戦に差し替えの場合あり、またこれらの局では巨人戦ビジター以外でも本番組を平日午後または週末に後日放送として中継する場合もあった）と特番の乱発の影響で、放送回数が少なく、最大1か月放送されなかった時期もあった。
また、本作を以て金曜20時枠のドラマは、2013年の『金曜ドラマ 家族の裏事情』まで17年間中断する。

### キャスト
- 関口将太：柏原崇
- 小畑慎吾：北原雅樹
- 藤田政二：蟹江敬三
- 岡村秀政：今田耕司
- 佐治安人：杉本哲太
- 富山雅子：雛形あきこ
- 宇崎辰巳：金子賢
- 渡辺久美子：井出薫
- 関口源治：夏八木勲
- 関口春子：大塚良重
- 関口美春：広末涼子
- 鶴丸芳喜：小沢仁志
- 笹木虎雄：石田太郎
- 鬼村龍二：松重豊
- 黒田龍三：須永慶
- 鳳さゆり：木村佳乃
- 鳳八千代：多岐川裕美
- 鳳征五郎：竜雷太

### スタッフ
- 脚本：友澤晃、樫田正剛
- 演出：佐藤祐市、西前俊典
- プロデューサー：森谷雄
- 音楽：服部隆之
- 語り：三遊亭円楽[注 12]

### 主題歌
- 小沢健二「ぼくらが旅に出る理由」

### 受賞歴
- 第10回ザテレビジョンドラマアカデミー賞
  - 新人俳優賞（広末涼子）

### サブタイトル
1. 究極の大トロ!!父と子の涙
2. シャリの謎!?涙の握り
3. 想い出の玉子焼き
4. 炎の対決幻の一手握り
5. 巻物対決約束の菜の花
6. アジ対決名店の危機!!
7. 鯛勝負!!兄と妹の涙
8. 故郷の恋のり巻の誓い
9. 職人失格!?アナゴ対決
10. 母の涙とバッテラ対決
11. VS宿敵!!炎の寿司合戦
12. 最終勝負さらば友よ!
13. 涙の握り宿敵の逆襲!!
14. 最終決戦さらば佐治!!
15. 全国決戦VS最強の敵!!
16. 約束

物語は、原作の序盤の佐治との勝負をメインに、マガジン本誌連載前のマガジンSPECIAL版でのエピソードや、オリジナルの展開を加えたものとなっている。そのため大政の娘の名前も「みのり」ではなく「ちえ」である。

### ネット局
特筆の無い限り全て同時ネット。
- フジテレビ（制作局）
- 富山テレビ[76]
- 石川テレビ[76]
- 福井テレビ[76]

| フジテレビ系列 金曜20時枠        | フジテレビ系列 金曜20時枠       | フジテレビ系列 金曜20時枠 |
| 前番組                           | 番組名                          | 次番組                    |
| -------------------------------- | ------------------------------- | ------------------------- |
| 金曜超テレビ宣言! ※19:30 - 20:54 | 将太の寿司 【当番組のみドラマ】 | 金曜メガTV ※19:00 - 20:54 |

## テレビアニメ
『将太の寿司 心にひびくシャリの味』のタイトルでアニメ化。農林水産省の政府広報番組であり、スポンサーも同省の一社提供である。1999年10月11日（体育の日）11:00 - 11:54にテレビ東京でスペシャル番組として放送された。
少年マガジン連載版のプロローグ部分を中心とした構成であるが、原作にはない食糧自給率など農林水産分野の政策問題を一部取り上げており、番組の合間にはCGキャラとなった将太が解説している。
アニメーション制作陣は超発明BOYカニパンのスタッフ・キャストが一部続投していたが、動画・作画の多くを海外に外注している。政府公報番組であるものの、ソフト化はされていない。

### キャスト
- 関口将太：竹内順子
- 小畑慎吾：長浜満里子
- 鳳征五郎：外波山文明
- 藤田政二：松山鷹志
- 岡村秀政：竹本英史
- 関口源治：小和田貢平
- 関口美春：AKIKO
- 結城丈士：岸祐二
- 松山：西松和彦
- 結木：宮澤正
- 伸太郎：内藤玲
- 宏：松浦栄子
- おかみさん：廣澤恵
- 郵便配達員：田中茂美
- 女性レポーター：鈴木裕美子
- 客：前田剛
- 若者：山崎樹範

### スタッフ
- 原作:寺沢大介「将太の寿司」
- 監督:角田利隆
- 脚本:増田貴彦
- キャラクターデザイン:金沢比呂司
- 作画監督:昆進之介
- 美術監督:稲葉靖之
- 撮影監督:森下成一
- アニメーション制作:スタジオコメット
- 制作:文化放送ブレーン

## モバイルゲーム
- 将太の寿司 タイピングゲーム[77]（2003年） - 講談社モバイルコンテンツ